# 天文物理邁射
天文物理邁射（英語：Astrophysical maser）是一種自然發生的受激譜線，來源通常是在電磁頻譜的微波部分。這種發射可能出現在分子雲、彗星、恆星大氣或其它各種條件的星際空間中。

## 背景

### 不連續的躍遷能
就像雷射一樣，來自邁射的發射是受激的（或是種源）和單色的，有著符合兩個量子力學能階能量差的頻率，在介質物中增益，就像幫浦非熱居量反轉。然而，自然發生的邁射缺乏地球實驗室的共振腔引擎。來自天文物理邁射的微波受激發射是由於通過單一介質增益，因此通常缺乏實驗室的微波激發器的和所預期的空間的相干性與模式的純度。

### 命名法
由於工程和天然邁射之間的差異，人們經常說天文物理邁射不是“真正”的邁射，因為它們缺乏共振腔。早期的技術故意無視以共振為基礎的雷射和單通雷射之間的差別。
這種語言上的基本不協調，導致在這個領域中使用其他自相矛盾的定義。舉例來說，如果錯位雷射的增益介質是放射種子但非振盪輻射，則稱為"放大的自发辐射"（amplified spontaneous emission，或ASE）。這種ASE被視為不需要的或寄生的。有些研究人員會在此定義中加入回饋不足或未達到鐳射閾值的情況：也就是說，使用者希望系統的行為像雷射一樣。事實上，天體物理邁射的發射也是ASE，但有時會稱為超輻射發射（superradiant emission），以區別於實驗室現象。這只會增加混淆，因為兩種來源都是超輻射。在某些實驗室雷射中，例如單次通過再生放大的钛宝石激光器（Ti:Sapph）階段，其物理現象直接類似於天體物理邁射中的放大射線。
此外，在邁射（maser）中使用“m”代表“微波”（microwave）的實際限制也有各種不同的用法。舉例來說，當雷射最初被開發在光譜的可見部分時，它們被稱為“光邁射”。查尔斯·汤斯（Charles Townes）主張用m來代表分子（molecule），因為分子的能量狀態通常會提供邁射轉換。

### 天體物理條件
單單存在泵浦群集反轉（pumped population inversion）並不足以觀測到邁射。舉例來說，沿著視線方向必須有速度相干性，這樣多普勒頻移才不會妨礙增益介質不同部分的倒相態（inverted states）進行輻射耦合。實驗室雷射和邁射中的偏振可透過選擇性振盪所需的模式來實現，而天然邁射中的偏振則只會在增益介質中存在偏振態相關泵浦或磁場時才會產生。
由於天文觀測站的靈敏度有限，而且相對偏遠，再加上周圍空間中未泵送的分子對天體物理氣相色團輻射有時會產生壓倒性的光譜吸收，因此天體物理氣相色團的輻射可能相當微弱，而且可能無法被偵測到。通過明智地使用干涉測量術，特別是甚长基线干涉测量（VLBI）中固有的空間濾波技術，可以部分克服後一種障礙。
邁射的研究提供了關於恆星誕生和死亡環境以及含有黑洞的星系中心的條件 - 溫度、密度、磁場和速度 - 的寶貴資訊，有助於完善現有的理論模型。

## 發現

### 歷史背景
1965年，Weaver等人意外地在太空中發現了頻率為1665 MHz、來歷不明的發射線。當時許多研究人員仍然認為分子不可能存在於太空中，儘管麥凱勒 (McKellar) 在1940年代已經發現了分子，因此發射線一開始被歸因於一種假想的星際物質，命名為「神秘物質」(mysterium)，但很快就被確認為分子雲中緊密來源的氫氧化物分子的發射線。接著又有更多的發現，1969年的水發射射線、1970年的甲醇發射射線、1974年的一氧化矽發射射線，都是來自分子雲內。這些都被稱為邁射（masers），因為從窄線寬和高有效溫度來看，這些來源顯然是在放大微波輻射。
接著在高度演化的晚期型星周圍發現了邁射，這些恆星被命名為OH/IR星。首先是1968年的氫氧化物發射，然後是1969年的水發射，以及1974年的一氧化矽發射。1973年在外部星系中發現了邁射，在太陽系的彗星光暈中也發現了邁射。
另一個出乎意料的發現是在1982年，發現了一個河外光源的發射，其光度無與倫比，大約是之前任何光源的106倍。由於其光度極高，因此被稱為巨邁射（megamaser）；之後又發現了許多巨邁射。
1995年，利用NASA的柯伊伯機載天文台（Kuiper Airborne Observatory），發現了從恆星MWC 349A發出的微弱圓盤邁射。

### 已知的星際物種
在天文環境的受激輻射中，已觀測到以下物種：
- OH
- CH
- H2CO
- H2O
- NH3, 15NH3
- CH3OH
- HNCNH[5][6]
- SiS
- HC3N
- SiO, 29SiO, 30SiO
- HCN, H13CN
- H (in MWC 349)
- CS[7]

## 註解
1. ↑  Masers, Lasers and the Interstellar Medium[永久], Vladimir Strelnitski 1997, Astrophysics and Space Science, vol. 252, pp. 279-287
2. ↑  Biographical Memoirs V.83 （页面存档备份，存于）, National Academy of Sciences
3. ↑  Schawlow, A. L.; Townes, C. H. . Physical Review. 1958, 112 (6): 1940–1949. Bibcode:1958PhRv..112.1940S. doi:10.1103/PhysRev.112.1940 .
4. ↑  C. H. Townes Nobel Prize lecture

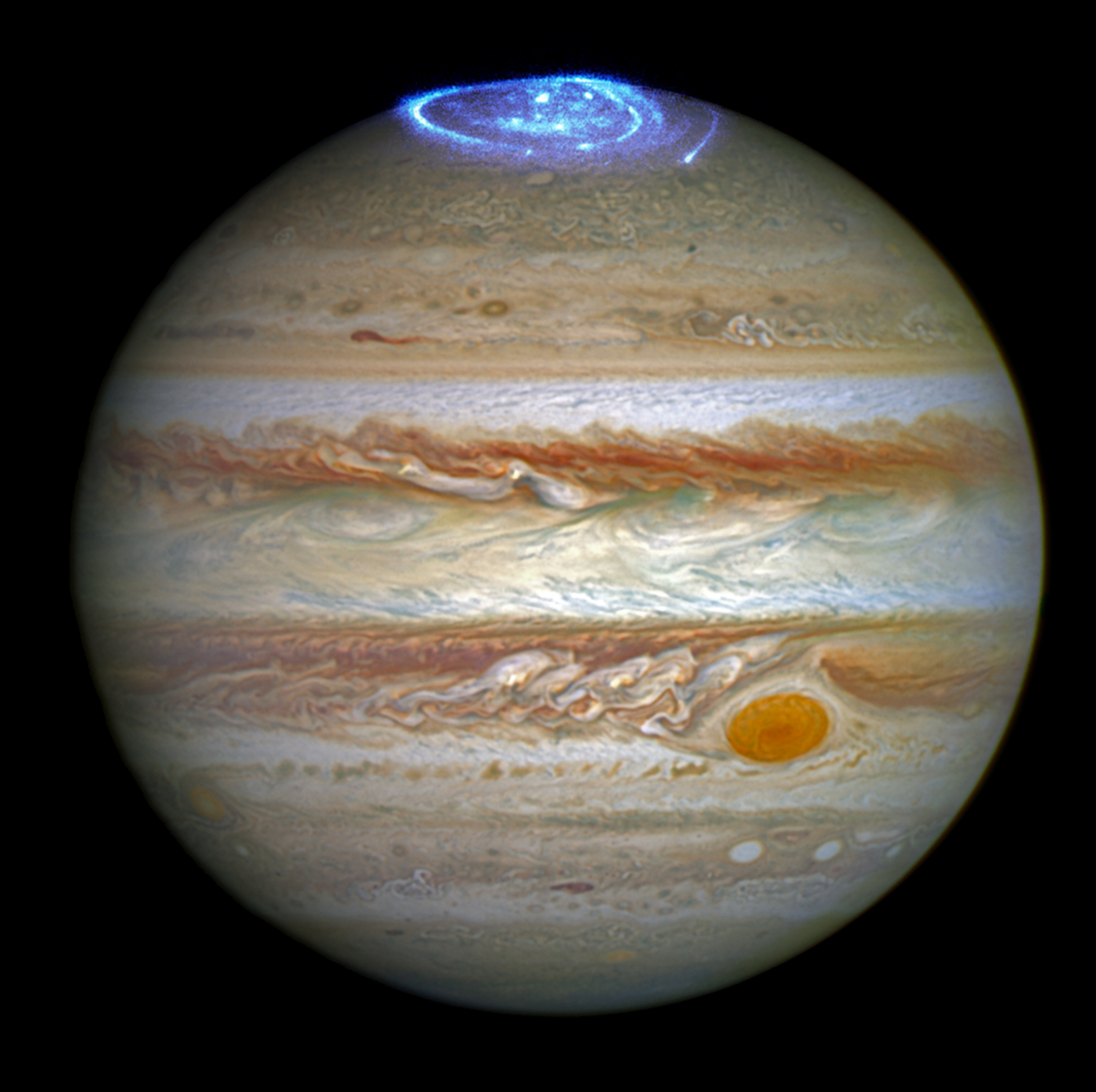
木星北極的極光產生迴旋邁射 (哈伯)

5. ↑  McGuire et al. (2012), "Interstellar Carbodiimide (HNCNH) – A New Astronomical Detection from the GBT PRIMOS Survey via Maser Emission Features." The Astrophysical Journal Letters 758 (2): L33 arXiv:https://arxiv.org/abs/1209.1590
6. ↑  McGuire, Brett A.; Loomis, Ryan A.; Charness, Cameron M.; Corby, Joanna F.; Blake, Geoffrey A.; Hollis, Jan M.; Lovas, Frank J.; Jewell, Philip R.; Remijan, Anthony J. . The Astrophysical Journal. 2012, 758 (2): L33. Bibcode:2012ApJ...758L..33M. S2CID 26146516. arXiv:1209.1590 . doi:10.1088/2041-8205/758/2/L33.
7. ↑  Ginsburg, Adam; Goddi, Ciriaco. . The Astronomical Journal. 2019, 158 (5): 208. Bibcode:2019AJ....158..208G. S2CID 202750405. arXiv:1909.11089 . doi:10.3847/1538-3881/ab4790 .